# Dagmar Schratter
Dagmar Schratter (* 1954 in Klagenfurt) ist eine österreichische Biologin und Zoologin. Von 2007 bis 2019 war sie Direktorin des Tiergartens Schönbrunn in Wien.

## Leben
Schratter promovierte an der naturwissenschaftlichen Fakultät der Karl-Franzens-Universität in Graz im Hauptfach Zoologie mit Nebenfach Botanik. Sie verfasste ihre Doktorarbeit im Naturpark Hohe Wand im Süden von Wien und in Herberstein über das Thema  Die Jugendentwicklung beim Alpensteinbock.
Schratter arbeitete bis 1981 an der Seite des Verhaltensforschers Otto Koenig am Wiener Institut für Vergleichende Verhaltensforschung, gleichzeitig war sie Mitarbeiterin des steirischen Tierparks Herberstein. Bis 1993 leitete sie das Institut für angewandte Öko-Ethologie in Staning (bei Steyr), das von Koenig gegründet wurde und an dessen Aufbau sie mitarbeitete. Sie war oft in der ORF-Serie „Rendezvous mit Tier und Mensch“ zu sehen, die sie mit Koenig moderierte.
Die Biologin wurde 1993 von Zoodirektor Helmut Pechlaner als Zoologische Abteilungsleiterin und Stellvertretende Direktorin an den Tiergarten Schönbrunn geholt. Sie war vor allem für die Großen Pandas, die Koalas, die Panzernashörner und andere schwer zu haltende Tierarten zuständig und sie befasste sich mit der Erweiterung und Sanierung von Gehegen. Sie widmete sich dem damals neu eröffneten Tiroler Bauernhof und der Erhaltungszucht alter, österreichischer Haustierrassen, außerdem war sie im Management des Wüstenhauses tätig.
Am 1. Jänner 2007 folgte sie Helmut Pechlaner, der als Zoodirektor in Pension ging, als erste Direktorin des Tiergartens Schönbrunn. Sie wurde am 14. Juni 2006 für diesen Posten ausgewählt. Mit Ende 2019 ging sie in Pension, ihr Nachfolger als Direktor des Tiergartens Schönbrunn wurde Stephan Hering-Hagenbeck.

## Veröffentlichungen
Schratter publizierte mehrere Fachbücher zu zoologischen Themen und gibt gemeinsam mit Pechlaner und dem Historiker Gerhard Heindl die historische Buchreihe „Tiergarten Schönbrunn – Geschichte“ heraus (Verlag Braumüller, seit 2005).
- Eveline Dungl, Dagmar Schratter, Ludwig Huber. Discrimination of face-like patterns in the giant panda (Ailuropoda melanoleuca). In: J Comp Psychol 122/2008: 335-343. doi:10.1037/0735-7036.122.4.335

## Auszeichnungen (Auswahl)
- 2018: Goldenes Ehrenzeichen für Verdienste um das Land Wien[4]
- 2019: Großes Ehrenzeichen für Verdienste um die Republik Österreich[5]